# Fabian Dörfler
Fabian Dörfler (Bayreuth, 8 de septiembre de 1983) es un deportista alemán que compitió en piragüismo en la modalidad de eslalon.
Ganó cuatro medallas en el Campeonato Mundial de Piragüismo en Eslalon entre los años 2005 y 2010, y siete medallas en el Campeonato Europeo de Piragüismo en Eslalon entre los años 2005 y 2014.

## Palmarés internacional
| Campeonato Mundial | Campeonato Mundial               | Campeonato Mundial | Campeonato Mundial |
| Año                | Lugar                            | Medalla            | Competición        |
| ------------------ | -------------------------------- | ------------------ | ------------------ |
| 2005               | Penrith (Australia)              | Medalla de oro     | K1 individual      |
| 2007               | Foz do Iguaçu (Brasil)           | Medalla de oro     | K1 por equipos     |
| 2007               | Foz do Iguaçu (Brasil)           | Medalla de plata   | K1 individual      |
| 2010               | Liubliana (Eslovenia)            | Medalla de oro     | K1 por equipos     |
| Campeonato Europeo |                                  |                    |                    |
| Año                | Lugar                            | Medalla            | Competición        |
| 2005               | Tacen (Eslovenia)                | Medalla de plata   | K1 por equipos     |
| 2006               | L'Argentière-la-Bessée (Francia) | Medalla de oro     | K1 individual      |
| 2006               | L'Argentière-la-Bessée (Francia) | Medalla de bronce  | K1 por equipos     |
| 2007               | Liptovský Mikuláš (Eslovaquia)   | Medalla de plata   | K1 por equipos     |
| 2008               | Cracovia (Polonia)               | Medalla de bronce  | K1 individual      |
| 2013               | Cracovia (Polonia)               | Medalla de plata   | K1 por equipos     |
| 2014               | Viena (Austria)                  | Medalla de oro     | K1 por equipos     |